# Discografia de Leona Lewis
A discografia de Leona Lewis, uma cantora e compositora britânica, consiste em cinco álbuns de estúdio, dezasseis singles e quinze vídeos musicais. Ademais, Lewis participou de dois singles lançados para apoiar instituições de caridade. A artista ganhou proeminência após vencer a terceira temporada do reality show britânico The X Factor. Seu prémio pela vitória era um contracto discográfico de 1 milhão de euros com a editora discográfica Syco Records. O seu primeiro single, "A Moment Like This", tornou-se num enorme sucesso no Reino Unido e na Irlanda, tendo sido o mais vendido de sempre por uma artista feminina no primeiro território. Seu single seguinte, "Bleeding Love", recebeu um sucesso sem precedentes e aclamação da crítica, tornando-se na maior venda por uma canção em 2008 a nível mundial. O primeiro álbum de estúdio de Lewis, Spirit, foi lançado para acompanhar o single em 2007 e conseguiu a venda mais rápida de todos os tempos para um álbum de estreia em ambos Reino Unido e Irlanda. O álbum ficou no primeiro lugar em nove países, incluindo os Estados Unidos e o Reino Unido, onde recebeu o certificado de disco de platina por nove vezes pela British Phonographic Industry (BPI), e é listado como a 27° maior venda de álbuns de todos os tempos naquele país. O sucesso da artista foi continuando com o lançamento dos singles "Better in Time", "Footprints in the Sand", "Forgive Me" e "Run", que alcançou o primeiro posto no Reino Unido. O ultimo single do álbum, "I Will Be", foi distribuído em 2009 apenas na América do Norte.
Seu segundo álbum, Echo, foi lançado em Novembro de 2009, tendo prontamente estreado no primeiro lugar no Reino Unido e recebido o certificado de disco de platina por duas vezes pela BPI. Dele surgiram dois singles. "Happy" alcançou a segunda posição no Reino Unido e a terceira na Irlanda. "I Got You", teve um sucesso inferior em relação ao antecessor, posicionando-se dentro das vinte melhores posições no Reino Unido e falhando em conseguir receber certificados de vendas. Ainda nesse ano, a artista gravou ainda a canção tema do filme Avatar, intitulada "I See You". Glassheart, o terceiro trabalho de estúdio de Lewis, foi lançado em Novembro de 2012. Ele tornou-se no primeiro da artista a não alcançar o primeiro posto no Reino Unido, onde recebeu o certificado de disco de prata. Por outro lado, na Irlanda, tornou-se no seu terceiro álbum a estrear nas cinco melhores colocações. O primeiro single, "Collide", uma colaboração com o DJ Avicii, alcançou as cinco melhores posições no Reino Unido. Contudo, devido ao um fraco desempenho comercial, acabou por ser excluído do álbum. Então "Trouble", com participação de Childlish Gambino, foi lançado como o novo primeiro single em Outubro de 2012, estreando no número sete no Reino Unido e alcançando o número oito na Escócia.
Christmas, with Love foi divulgado a partir de Dezembro de 2013. Este álbum, que é o quarto de Lewis, estreou no décimo terceiro posto no Reino Unido, onde recebeu o certificado de disco de ouro. O single "One More Sleep" alcançou o terceiro posto nesse país, tornando-se no quinto da artista a conseguir posicionar-se dentro das cinco melhores posições, o que faz de Lewis a artista feminina a solo com o maior número de canções dentro das cinco melhores posições. O quinto projecto da intérprete, I A, foi lançado em Setembro de 2015, posicionando-se dentro das trinta melhores posições em sete países, inclusive a Suíça, o Reino Unido e a Irlanda. Três singles foram lan;cados do álbum: "Fire Under My Feet", "I Am", e "Thunder".
Até o fim de Agosto de 2013, Lewis já havia vendido um total de 4.4 milhões de singles e 3.9 milhões de álbuns no Reino Unido, sendo assim a concorrente do The X Factor que mais discos vendeu.

## Álbuns

### Álbuns de estúdio
| Detalhes do álbum                                                                                           | Melhores posições nas tabelas | Melhores posições nas tabelas | Melhores posições nas tabelas | Melhores posições nas tabelas | Melhores posições nas tabelas | Melhores posições nas tabelas | Melhores posições nas tabelas | Melhores posições nas tabelas | Melhores posições nas tabelas | Melhores posições nas tabelas | Vendas                                               | Certificação |
| Detalhes do álbum                                                                                           | RU                            | AUS                           | AUT                           | CAN                           | ALE                           | IRL                           | NZL                           | SUE                           | SUI                           | EUA                           | Vendas                                               | Certificação |
| --- | ----------------------------- | ----------------------------- | ----------------------------- | ----------------------------- | ----------------------------- | ----------------------------- | ----------------------------- | ----------------------------- | ----------------------------- | ----------------------------- | ---------------------------------------------------- | --- |
| Spirit - 9 de Novembro de 2007 - Syco Records, Sony Music, J Records - CD, download digital                 | 1                             | 1                             | 1                             | 1                             | 1                             | 1                             | 1                             | 2                             | 1                             | 1                             | - Mundo: 10 000 000 - RU: 3 180 000 - EUA: 1 700 000 | - IRMA: 11× Platina - BPI: 10× Platina - FIIF: 4× Platina - FIIF (SUI): 2× Platina - ARIA: Platina - MC: Platina - RMNZ: Platina - RIAA: Platina - BVMI: 3× Ouro |
| Echo - 9 de Novembro de 2009 - Syco Records, Sony Music, J Records - CD, download digital                   | 1                             | 31                            | 8                             | 16                            | 12                            | 2                             | 26                            | 19                            | 3                             | 13                            | - Mundo: 3 000 000 - RU: 700 000                     | - BPI: 2× Platina - IRMA: Platina - FIIF: Platina - FIIF (SUI): Ouro - MC: Ouro                                                                                  |
| Glassheart - 15 de Outubro de 2012 - Syco Records, Sony Music, RCA Records - CD, download digital           | 3                             | —                             | 5                             | —                             | 6                             | 4                             | —                             | —                             | 29                            | —                             | - RU: 90 000                                         | - BPI: Prata |
| Christmas, with Love - 2 de Dezembro de 2013 - Syco Records, Sony Music, RCA Records - CD, download digital | 13                            | —                             | —                             | 97                            | —                             | 36                            | —                             | —                             | 42                            | 113                           |                                                      | - BPI: Ouro |
| I Am - 16 de Outubro de 2015 - Island Records, Def Jam Recordings - CD, download digital                    | 12                            | 82                            | 34                            | 45                            | 33                            | 22                            | 12                            | 48                            | 23                            | 38                            |                                                      | |
| "—" denota itens que não conseguiram entrar nas tabelas musicais ou não foram lançados no território.       |                               |                               |                               |                               |                               |                               |                               |                               |                               |                               |                                                      | |

### Extended plays
| Ano | Detalhes do álbum | Melhores posições nas tabelas | Melhores posições nas tabelas |
| Ano | Detalhes do álbum | UK                            | IRL                           |
| --- | --- | ----------------------------- | ----------------------------- |
| 2006 | It's All For You - Lançamento: 2006 - Formato: Download digital                                                         | —                             | —                             |
| 2009 | Dip Down/Joy - Lançamento: 10 de setembro de 2009 - Editora: UEG Entertainment - Formato: Download digital              | —                             | —                             |
| 2011 | Collide: Remixes EP - Lançamento: 2 de setembro de 2011 - Editoras: J Records, Syco Records - Formato: Download digital | —                             | —                             |
| 2011 | Hurt: The EP - Lançamento: 9 de dezembro de 2011 - Editora: Syco Records - Formato: Download digital                    | 8                             | 15                            |
| "—" denota itens que não foram lançados no território ou não conseguiram entrar na tabela musical da região. | |                               |                               |

### Álbuns não lançados
| Álbum    | Detalhes do álbum                                                                   |
| -------- | ----------------------------------------------------------------------------------- |
| Twilight | - Álbum demo - Lançamento: 2004 - Editora: Spiral Music - Formato: Download digital |

### Álbuns não oficiais
| Ano  | Detalhes do álbum | Vendas     |
| ---- | --- | ---------- |
| 2009 | Best Kept Secret - Álbum demo - Lançamento: 1 de junho de 2009 - Editora: UEG Entertainment - Formato: Download digital | - : 10 mil |

### Álbuns deremixes
| Ano  | Detalhes do álbum |
| ---- | --- |
| 2009 | Leona Lewis — Ultimate Remixes - Lançamento: 15 de dezembro de 2009 - Editora: Craze Productions - Formato: Download digital |
| 2010 | Best Kept Secret Remixes - Lançamento: 1 de agosto de 2010 - Editora: UEG Entertainment - Formato: Download digital          |

## Singles

### Como artista principal
| 2006                                                                                 | "A Moment Like This"                              | 1   | —  | —  | —  | —  | 1  | —  | —  | —  | —   | - : Platina                                                                                        | Spirit               |
| 2007                                                                                 | "Bleeding Love"                                   | 1   | 1  | 1  | 1  | 1  | 1  | 1  | 2  | 1  | 1   | - : Platina - : 2× Platina - : Ouro - : Platina - : Platina - : Platina - : Platina - : 4× Platina | Spirit               |
| 2008                                                                                 | "Footprints in the Sand"                          | 2   | —  | —  | —  | 2  | 50 | —  | —  | 35 | —   | - : Ouro                                                                                           | Spirit               |
| 2008                                                                                 | "Better in Time"                                  | 2   | 6  | 3  | 9  | 2  | 4  | 6  | 5  | 5  | 11  | - : Prata - : Ouro - : Ouro - : Platina                                                            | Spirit               |
| 2008                                                                                 | "Forgive Me"                                      | 5   | 49 | 15 | —  | 15 | 5  | —  | 7  | 12 | —   | | Spirit               |
| 2008                                                                                 | "Run"                                             | 1   | 78 | 1  | 13 | 3  | 1  | —  | 13 | 2  | 81  | - : Platina - : Ouro                                                                               | Spirit               |
| 2009                                                                                 | "I Will Be"                                       | 160 | —  | —  | 83 | —  | —  | —  | —  | —  | 66  | | Spirit               |
| 2009                                                                                 | "Happy"                                           | 2   | 26 | 2  | 15 | 3  | 3  | 20 | 11 | 4  | 31  | - : Prata - : Ouro - : Ouro                                                                        | Echo                 |
| 2010                                                                                 | "I Got You"                                       | 14  | —  | 30 | —  | 43 | 43 | 29 | —  | 57 | —   | | Echo                 |
| 2011                                                                                 | "Collide" (com Avicii)                            | 4   | —  | 29 | —  | —  | 3  | —  | —  | —  | —   | Não incluso em álbum                                                                               |                      |
| 2012                                                                                 | "Trouble" (com participação de Childlish Gambino) | 7   | —  | 32 | —  | 27 | 21 | —  | —  | 75 | —   | Glassheart                                                                                         |                      |
| 2012                                                                                 | "Lovebird"                                        | —   | —  | —  | —  | —  | —  | —  | —  | —  | —   | Glassheart                                                                                         |                      |
| 2013                                                                                 | "One More Sleep"                                  | 3   | —  | —  | 92 | —  | 19 | —  | —  | —  | —   | - : Prata                                                                                          | Christmas, with Love |
| 2015                                                                                 | "Fire Under My Feet"                              | 51  | —  | 74 | —  | 94 | —  | —  | —  | —  | —   | | I Am                 |
| 2015                                                                                 | "I Am"                                            | —   | —  | —  | —  | —  | —  | —  | —  | —  | —   | | I Am                 |
| 2015                                                                                 | "Thunder"                                         | —   | —  | —  | —  | —  | —  | —  | —  | —  | —   | | I Am                 |
| 2018                                                                                 | "You Are The Reason" (com Calum Scott)            | 43  | 27 | —  | 79 | —  | 55 | —  | —  | 20 | 123 | - : Platina - : Ouro - : 5× Ouro - : Ouro                                                          | Only Human           |
| "—" denota itens que não foram lançados naquele país ou falhou a entrar nas paradas. |                                                   |     |    |    |    |    |    |    |    |    |     | |                      |

### Como artista convidada
| Ano                                                                                  | Canção                                                      | Melhores posições nas tabelas | Melhores posições nas tabelas | Melhores posições nas tabelas | Melhores posições nas tabelas | Melhores posições nas tabelas | Melhores posições nas tabelas | Melhores posições nas tabelas | Melhores posições nas tabelas | Melhores posições nas tabelas |
| Ano                                                                                  | Canção                                                      | UK                            | AUS                           | AUT                           | CAN                           | ALE                           | IRL                           | NZL                           | SUE                           | EUA                           |
| ------------------------------------------------------------------------------------ | ----------------------------------------------------------- | ----------------------------- | ----------------------------- | ----------------------------- | ----------------------------- | ----------------------------- | ----------------------------- | ----------------------------- | ----------------------------- | ----------------------------- |
| 2008                                                                                 | "Just Stand Up!" (como parte de Artists Stand Up to Cancer) | 26                            | 39                            | 73                            | 10                            | —                             | 11                            | 19                            | 51                            | 11                            |
| 2010                                                                                 | "Thugs Cry" (Savana com participação de Leona Lewis)        | —                             | —                             | —                             | —                             | —                             | —                             | —                             | —                             | —                             |
| 2010                                                                                 | "Everybody Hurts" (como parte de Helping Haiti)             | 1                             | 28                            | 23                            | 59                            | 16                            | 1                             | 17                            | 21                            | 121                           |
| "—" denota itens que não foram lançados naquele país ou falhou a entrar nas paradas. |                                                             |                               |                               |                               |                               |                               |                               |                               |                               |                               |

### Outras canções que entraram nas paradas
| Ano                                                                                  | Canção                                | Melhores Posições | Melhores Posições | Álbum/single                          |
| Ano                                                                                  | Canção                                | ING               | IRL               | Álbum/single                          |
| ------------------------------------------------------------------------------------ | ------------------------------------- | ----------------- | ----------------- | ------------------------------------- |
| 2007                                                                                 | "Forgiveness"                         | 46                | 39                | "Bleeding Love"                       |
| 2007                                                                                 | "Whatever It Takes"                   | 61                | —                 | Spirit                                |
| 2007                                                                                 | "The First Time Ever I Saw Your Face" | 73                | —                 | Spirit                                |
| 2008                                                                                 | "Misses Glass"                        | 98                | —                 | Spirit                                |
| 2009                                                                                 | "Stop Crying Your Heart Out"          | 29                | 31                | Echo                                  |
| 2010                                                                                 | "I See You"                           | —                 | 47                | Avatar: Music from the Motion Picture |
| 2010                                                                                 | "My Hands"                            | 145               | —                 | Echo                                  |
| 2011                                                                                 | "Hurt"                                | 8                 | 15                | Hurt: The EP                          |
| 2012                                                                                 | "Glassheart"                          | 145               | —                 | Glassheart                            |
| "—" denota itens que não foram lançados naquele país ou falhou a entrar nas paradas. |                                       |                   |                   |                                       |

## Bandas sonoras
| Ano  | Canção               | Artista(s)                    | Filme              | Álbum                                                  |
| ---- | -------------------- | ----------------------------- | ------------------ | ------------------------------------------------------ |
| 2009 | "I See You"          | Leona Lewis                   | Avatar             | Avatar: Music from the Motion Picture                  |
| 2010 | "Love Is Your Color" | Jennifer Hudson e Leona Lewis | Sex and the City 2 | Sex and the City 2: Original Motion Picture Soundtrack |
| 2010 | "I Know Who I Am"    | Leona Lewis                   | For Colored Girls  | For Colored Girls Soundtrack                           |

## Participações em álbuns
| Ano  | Canção                                       | Artista                        | Álbum                                 |
| ---- | -------------------------------------------- | ------------------------------ | ------------------------------------- |
| 2010 | "'Inaspettata (Unexpected)"                  | Biagio Antonacci & Leona Lewis | Inaspettata                           |
| 2011 | "Run" (ao vivo no Live Lounge)               | Leona Lewis                    | The Best of BBC Radio 1's Live Lounge |
| 2011 | "Let the Sun Shine" (ao vivo no Live Lounge) | Leona Lewis                    | Radio 1's Live Lounge – Volume 6      |

## Videografia

### Álbuns ao vivo
| Álbum                               | Detalhes do Álbum                                                                                            |
| ----------------------------------- | --- |
| The Labyrinth Tour – Live at The O2 | - 1° álbum de vídeo - Lancamento: 29 de novembro de 2010 - Gravadora(s): Syco - Formato(s): Blu-ray, DVD, CD |

### Vídeos musicais
| Ano  | Título                           | Director(es)      |
| ---- | -------------------------------- | ----------------- |
| 2006 | "A Moment Like This"             | JT                |
| 2007 | "Bleeding Love"                  | Melina Matsoukas  |
| 2008 | "Bleeding Love" (versão dos EUA) | Jessy Terrero     |
| 2008 | "Better in Time"                 | Sophie Muller     |
| 2008 | "Footprints in the Sand"         | Sophie Muller     |
| 2008 | "Forgive Me"                     | Wayne Isham       |
| 2008 | "Run"                            | Jake Nava         |
| 2009 | "I Will Be"                      | Melina Matsoukas  |
| 2009 | "Happy"                          | Jake Nava         |
| 2009 | "I See You"                      | Jake Nava         |
| 2010 | "I Got You"                      | Dave Meyers       |
| 2010 | "Everybody Hurts"                | Joseph Kahn       |
| 2010 | "Inaspettata (Unexpected)"       |                   |
| 2011 | "Collide"                        | Ethan Lader       |
| 2012 | "Trouble"                        | Raul B. Fernandez |
| 2012 | "Lovebird                        |                   |